# 平滑絨鮋
平滑絨鮋（学名：Erisphex simplex），又名平滑虻鮋、虎魚，为輻鰭魚綱鮋形目鮋亞目絨皮鮋科絨鮋屬下的一个种，為亞熱帶海水魚，分布於西北太平洋台灣海域，棲息在底層水域，生活習性不明。
其种加词“simplex ”意为“简单、单一的”。